# 球状アンフォラ文化

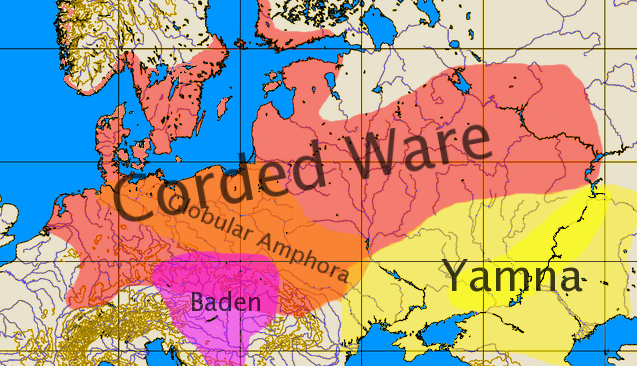
球状アンフォラ文化はオレンジ色の範囲

球状アンフォラ文化（きゅうじょうアンフォラぶんか、英語：Globular Amphora culture）は紀元前3400年ごろから紀元前2800年ごろにかけて、西はエルベ川西岸地方、東はドニプロ川中流域まで広がっていた銅器時代文化。インド・ヨーロッパ語族の中央ヨーロッパ、バルカン半島、ギリシャへの進出に関して非常に重要な意味があると考えられている。原ギリシャ人もこの文化に含まれる。
この範囲は、これより前の新石器時代のヨーロッパに漏斗状ビーカー文化が広がっていた地域とだいたい同じで、球状アンフォラ文化の草創期には両文化が同時に存在していた。
住居の遺跡よりも墓地の遺跡がよく発見されている。ただしポーランドでは住居の遺跡もよく発見されており、ほぼ四角形の基礎を持つ家屋や、丸い基礎を持つ半地下式の小屋といったものが発掘調査されている。家屋は孤立していたり、複数が集まっていたりしており、個々の家族の家屋が点在している場合と、村落となっている場合とがあることが分かる。大半は移動の途中で一時的に建てられた住居で、定住型の住居についてははっきりしたことは分かっていない。彼らはつねに住地を移動していたものとみられる。
主に牧畜を営んでおり、牛、豚、羊、ヤギ、犬、馬などを飼っており、アカシカ、ノウサギ、鳥類、魚類を獲っていたようである。球状アンフォラ文化の草創期は圧倒的に豚を飼っている場合が多く、この前の時代のこのあたりの文化である漏斗状ビーカー文化が圧倒的に牛を飼っている場合が多いのと好対照をなす。ただし球状アンフォラ文化のいくつかの遺跡でも牛が主体の牧畜を行っていることはある。小麦、スペルト小麦、大麦、エンドウマメなどを栽培していた。

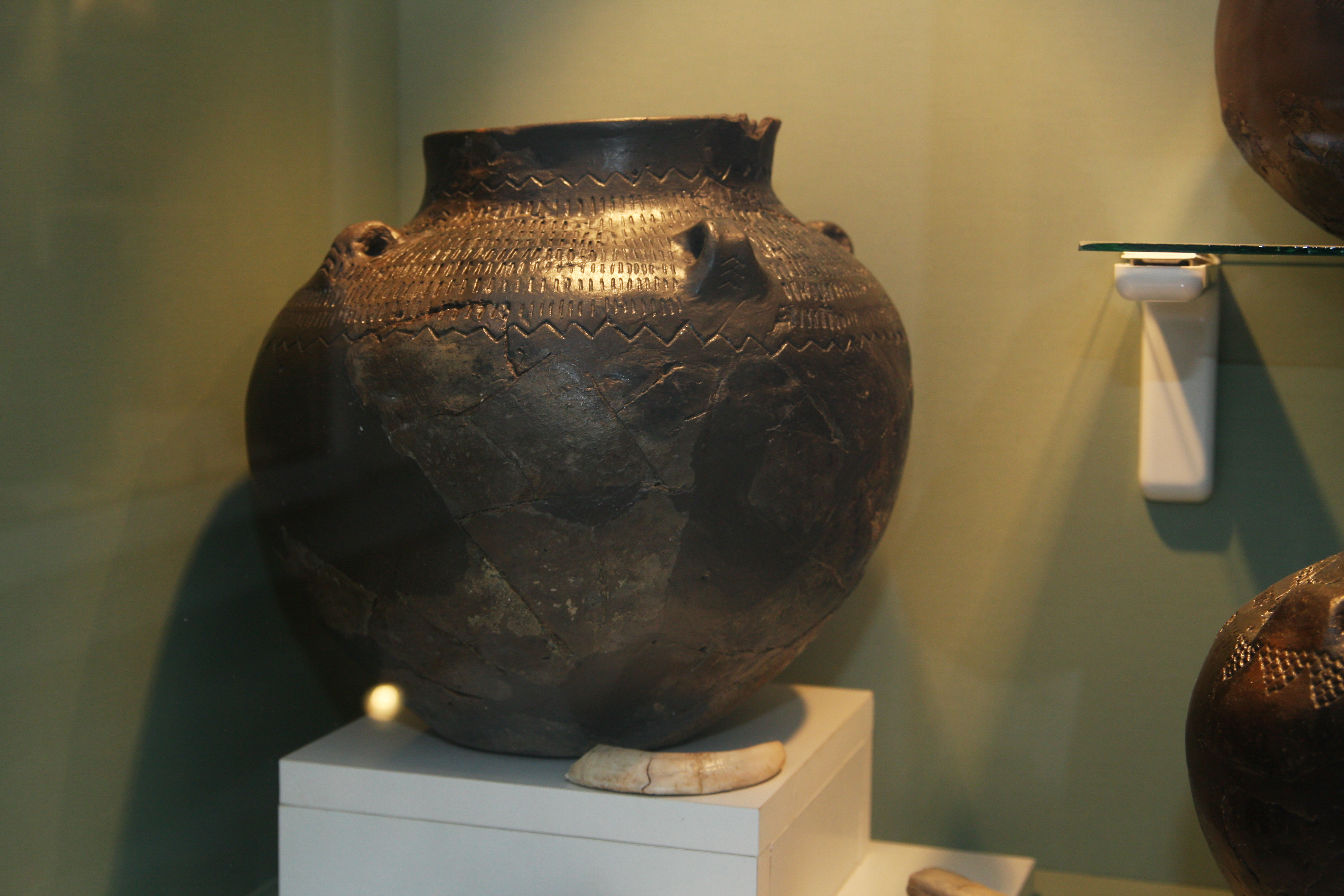
球状アンフォラ（ルーマニアのピアトラ・ネアムツ市）

この文化は、2つか4つの小さな取手がその絞った首のちかくに付いている、独特の丸い形をした土器（「アンフォラ」と呼ばれる）で知られている。「球状アンフォラ文化」の名称はここから来ている。この土器には様々な模様がついている。墓地からはフリント（石英の一種）製の平らな斧がよく見つかる。土葬を行い、遺体を墓穴に直に埋めるか、あるいは石棺を用いる。遺体は腰と膝を折り曲げて右または左の横向きに寝ており、頭は必ず東を向いている。石棺の蓋には複合弓などの彫刻が施されている場合がある。副葬品には、アンフォラ、その他の土器、フリント製の斧、ナイフ、鏃（やじり）、琥珀（こはく）のビーズのほか、動物の骨製で作ったさまざまな製品などがある。豚の下顎の骨やイノシシの牙も見つかっており、これらの動物を生贄にしたことがうかがわれる。牛一頭分の骨がまるごと見つかることもある。木製の盾と思われるものも発見されている。
球状アンフォラ文化がインド・ヨーロッパ語族の起源や拡大についての議論に登場するのは、この文化の経済が移動型であること、おそらく馬が家畜化されていたこと、特徴的な陶器が作られていること、が主な理由である。この文化の陶器はコーカサス山脈北麓のマイコープ文化や、ドニプロ川中流域のミハイロフカ下層文化と関連があると推測される。陶器には移動の際に台車あるいは動物の背などに複数まとめて固定して運ぶのに都合の良い工夫が施されている。異論はあるものの、コーカサス山脈地方と北部ヨーロッパ平原地帯との直接的なつながりがあるとも主張されている。特にクルガン仮説においてはこの地域的つながりが強調される。球状アンフォラ文化の埋葬の儀式、とくに寡婦の殉死の習慣が頻繁に見られることは、インド・ヨーロッパ語族との関連を扱ううえで非常に重要である。生贄の牛を埋葬し、琥珀の日輪像を副葬品とするなどの風習は、インド・ヨーロッパ語族にとりわけ特徴的である。

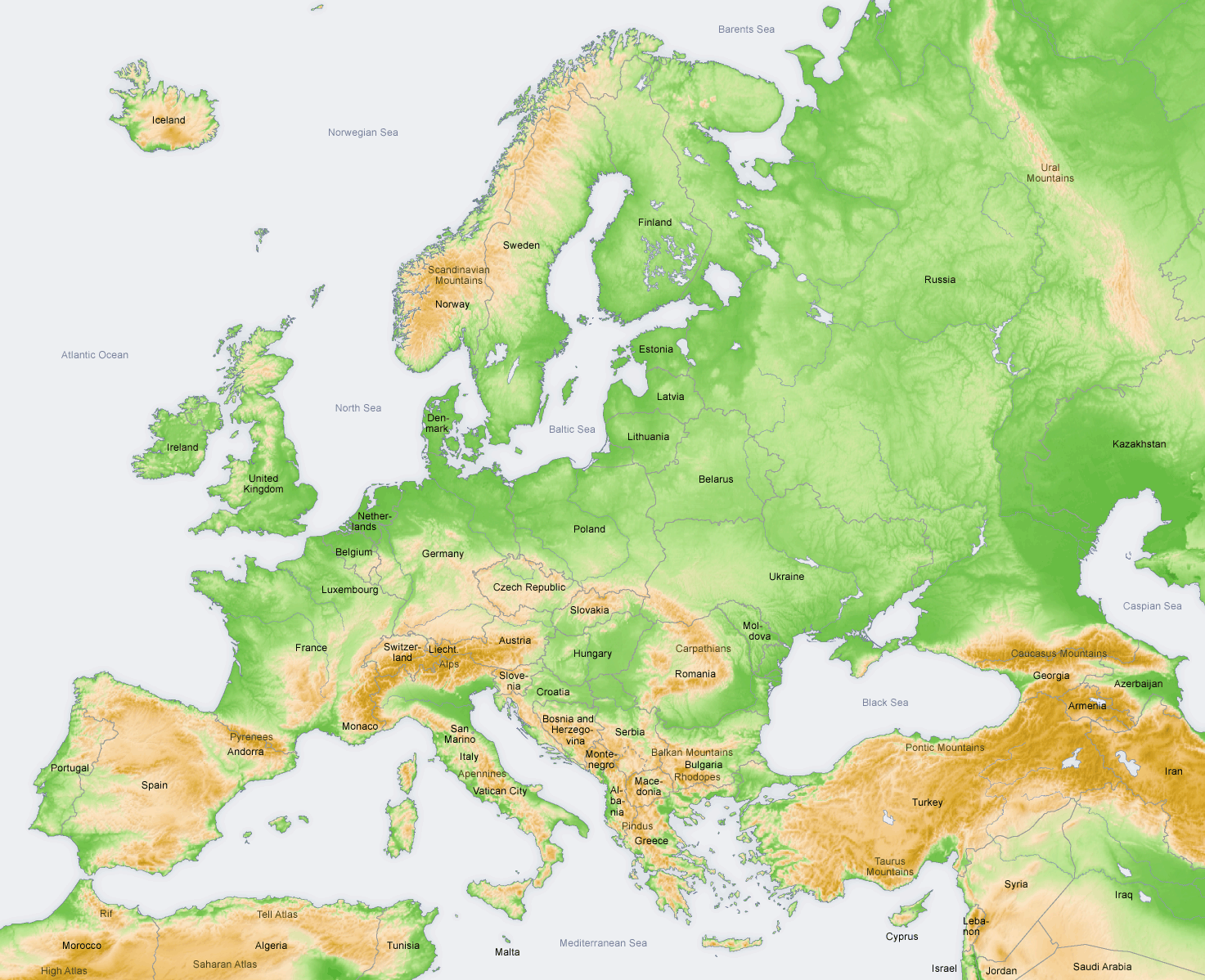
ヨーロッパの地形図

この文化の人々の身体的特徴は東方のステップ地帯のものに似ており、特に、この文化の東部にあたるウクライナ西部、モルドバ、ルーマニア北部の一帯においてはこの特徴が顕著である。しかし馬、生贄の動物の埋葬、斧といった象徴的なものはその前の時代のこの地に存在した漏斗状ビーカー文化やレンジェル文化にもある程度見ることができることから、球状アンフォラ文化の起源をこの一帯、特に、この文化の中心部であるポーランドにおける土着の文化の発展拡大にあると考える人々は、球状アンフォラ文化と東方のステップ文化との関連性については疑問を呈している。最新の分析によると、球状アンフォラ文化の起源はこの地の土着の複数の文化や隣接した様々な文化との複合的な関係が考えられ、以前に唱えられていたような、外来であるとか土着であるとかいった単純な排他的発生過程を経ているわけではないようである。（Y-DNAハプログループR1aおよびクルガン文化の担い手の遺伝的特徴の項目を参照。）
球状アンフォラ文化はその地理的広がりから、ゲルマン語派、スラヴ語派、バルト語派、ヘレニック語派（古代ギリシア語）の基層文化と推定される。さらにケルト語派やイタリック語派の各地の社会の政治的支配層はこの文化に由来し、のちの青銅器時代を通じて西欧や南欧の土着の非インド・ヨーロッパ語族の社会（鐘状ビーカー文化の社会など）を次々と支配することによりそれぞれの語派を拡大した、と考えられる。
発掘結果から、球状アンフォラ文化の中心地はポーランド中部と推定される。これは東方文化のヨーロッパ北部への進入経路を考える際、カルパチア山脈、南ブク川、ドニエストル川、ヴィスワ川、オドラ川、エルベ川など、山脈や水系の構造から自然なことと思われる。歴史時代においてもこの経路での東西ヨーロッパ諸文化の往来は非常に盛んであった。さらにポーランド中部や南部においては最も古い時代の縄目紋土器が見つかっていることから、縄目紋土器文化は球状アンフォラ文化の中心部であるポーランドから発生してライン川西岸地方からヴォルガ川中流域までの広大な地域を占めるようになったと考えられる。また、ポルトガル西端部で発生し広まった非インド・ヨーロッパ語族の鐘状ビーカー文化（ベル・ビーカー文化）はインド・ヨーロッパ語族の縄目文土器文化や球状アンフォラ文化の人々と接触し、言語交替が起きてほぼ全体がケルト語派となったと推測される。マリア・ギンブタスはそのクルガン仮説において、球状アンフォラ文化をインド・ヨーロッパ語族の第二の源郷と位置づけている。（第一の源郷ははるか東方、ドニプロ川流域からヴォルガ川流域にかけての、アゾフ海とコーカサス山脈の北側に広がるステップ地帯。）